# Tour de l'Avenir
El Tour de l'Avenir és una competició ciclista per etapes que es disputa des de 1961 per les carreteres franceses el mes de setembre (des del 1985). La prova fou creada per Jacques Marchand, redactor en cap de L'Equipe. El 1970 el Tour de l'Avenir passà a anomenar-se "Grand Prix de l'Avenir" (Paris-Vierzon-Thiers); de 1972 a 1979 "Trophée Peugeot de l'Avenir" i de 1986 a 1990 "Tour de la CEE". Prova amateur de 1961 a 1980, "Open" a partir de 1981 (oberta a professionals) i reservada a corredors de menys de 25 anys des de 1992. Des del 2007 la cursa forma part de la Copa de les Nacions UCI sub-23.

## Palmarès
| Any  | Vencedor                            | Segon                               | Tercer                              |
| ---- | ----------------------------------- | ----------------------------------- | ----------------------------------- |
| 1961 | Guido de Rosso                      | Francisco Gabica                    | Albert van D'Huynslager             |
| 1962 | Antonio Gómez del Moral             | Mario Maino                         | Jan Janssen                         |
| 1963 | André Zimmermann                    | Rolf Maurer                         | Raymond Delisle                     |
| 1964 | Felice Gimondi                      | Lucien Aimar                        | Ginés García Perán                  |
| 1965 | Mariano Díaz                        | José Manuel López Rodríguez         | Paul Zollinger                      |
| 1966 | Mino Denti                          | Harry Steevens                      | José Gómez Lucas                    |
| 1967 | Christian Robini                    | Constantino Conti                   | José Gómez Lucas                    |
| 1968 | Jean-Pierre Boulard                 | Robert Bouloux                      | Jean-Pierre Parenteau               |
| 1969 | Joop Zoetemelk                      | Luis Zubero                         | Gösta Pettersson                    |
| 1970 | Marcel Duchemin                     | Christian Palka                     | Franco Balduzzi                     |
| 1971 | Régis Ovion                         | Fedor den Hertog                    | Jiří Háva                           |
| 1972 | Fedor den Hertog                    | Iwan Schmid                         | Bernard Bourreau                    |
| 1973 | Gianbattista Baronchelli            | Wolfgang Steinmayr                  | Bernard Bourreau                    |
| 1974 | Enrique Martínez Heredia            | Wolfgang Steinmayr                  | Gabriele Mirri                      |
| 1975 | no disputat                         | no disputat                         | no disputat                         |
| 1976 | Sven-Ake Nilsson                    | Miloš Hrazdíra                      | Henk Lubberding                     |
| 1977 | Eddy Schepers                       | Johan van der Velde                 | Roberto Visentini                   |
| 1978 | Sergei Soukoroutxenkov              | Ramazan Galaletdinov                | Serguï Morozov                      |
| 1979 | Sergei Soukoroutxenkov              | Said Gusseinov                      | Jostein Wilmann                     |
| 1980 | Alfonso Flórez                      | Sergei Soukoroutxenkov              | Yuri Kachirin                       |
| 1981 | Pascal Simon                        | Sergei Soukoroutxenkov              | José Patrocinio Jiménez             |
| 1982 | Greg LeMond                         | Robert Millar                       | Cristóbal Pérez                     |
| 1983 | Olaf Ludwig                         | Jean-François Chaurin               | Maarten Ducrot                      |
| 1984 | Charly Mottet                       | Jiří Škoda                          | Philippe Bouvatier                  |
| 1985 | Martín Ramírez                      | Eric Salomon                        | Samuel Cabrera                      |
| 1986 | Miguel Indurain                     | Patrice Esnault                     | Alexi Grewal                        |
| 1987 | Marc Madiot                         | Laurent Bezault                     | Piotr Ugriúmov                      |
| 1988 | Laurent Fignon                      | Gérard Rué                          | Olaf Lurvik                         |
| 1989 | Pascal Lino                         | Laurent Bezault                     | Denis Roux                          |
| 1990 | Johan Bruyneel                      | Martial Gayant                      | Laurent Jalabert                    |
| 1991 | no disputat                         | no disputat                         | no disputat                         |
| 1992 | Hervé Garel                         | Jean-Philippe Dojwa                 | Bart Voskamp                        |
| 1993 | Thomas Davy                         | François Simon                      | Bo Hamburger                        |
| 1994 | Ángel Casero                        | Maarten den Bakker                  | Franck Bouyer                       |
| 1995 | Emmanuel Magnien                    | Christophe Moreau                   | Laurent Roux                        |
| 1996 | David Etxebarria                    | Sergei Ivanov                       | Glenn d'Hollander                   |
| 1997 | Laurent Roux                        | Kevin Livingston                    | Lylian Lebreton                     |
| 1998 | Christophe Rinero                   | Txema del Olmo                      | Thierry Loder                       |
| 1999 | Unai Osa                            | David Latasa                        | Floyd Landis                        |
| 2000 | Iker Flores                         | David Moncoutié                     | Sven Montgomery                     |
| 2001 | Denís Ménxov                        | Florent Brard                       | Sylvain Chavanel                    |
| 2002 | Evgueni Petrov                      | Pierrick Fédrigo                    | David Muñoz                         |
| 2003 | Egoi Martínez                       | Radoslav Rogina                     | Samuel Dumoulin                     |
| 2004 | Sylvain Calzati                     | Thomas Lövkvist                     | Christophe Le Mével                 |
| 2005 | Lars Ytting Bak                     | Christophe Riblon                   | Assan Bazàiev                       |
| 2006 | Moisés Dueñas                       | Robert Gesink                       | Tom Stubbe                          |
| 2007 | Bauke Mollema                       | Tony Martin                         | André Steensen                      |
| 2008 | Jan Bakelants                       | Rui Costa                           | Arnold Jeannesson                   |
| 2009 | Romain Sicard                       | Tejay van Garderen                  | Sergej Fuchs                        |
| 2010 | Nairo Quintana                      | Andrew Talansky                     | Jarlinson Pantano                   |
| 2011 | Esteban Chaves                      | David Boily                         | Mattia Cattaneo                     |
| 2012 | Warren Barguil                      | Juan Ernesto Chamorro               | Mattia Cattaneo                     |
| 2013 | Rubén Fernández                     | Adam Yates                          | Patrick Konrad                      |
| 2014 | Miguel Ángel López                  | Robert Power                        | Alexey Ribalkin                     |
| 2015 | Marc Soler                          | Jack Haig                           | Matvey Mamykin                      |
| 2016 | David Gaudu                         | Edward Ravasi                       | Adrien Costa                        |
| 2017 | Egan Bernal                         | Bjorg Lambrecht                     | Niklas Eg                           |
| 2018 | Tadej Pogačar                       | Thymen Arensman                     | Gino Mäder                          |
| 2019 | Tobias Foss                         | Giovanni Aleotti                    | Ilan Van Wilder                     |
| 2020 | Suspesa per la pandèmia de Covid-19 | Suspesa per la pandèmia de Covid-19 | Suspesa per la pandèmia de Covid-19 |
| 2021 | Tobias Halland Johannessen          | Carlos Rodriguez                    | Filippo Zana                        |
| 2022 | Cian Uijtdebroeks                   | Johannes Staune-Mittet              | Michel Hessmann                     |
| 2023 | Isaac del Toro                      | Giulio Pellizzari                   | Davide Piganzoli                    |